# Коломійцеве (роз'їзд)
Коломійцеве (до 1904 року — Левки) — роз'їзд 5-го класу Полтавської дирекції Південної залізниці на лінії Курінь — Прилуки між роз'їздом Августівський (6 км) та станцією Прилуки (18,5 км). Розташований поблизу села Коломійцеве Прилуцького району Чернігівської області.

## Історія
Станція Левки відкрита у 1893 році під час будівництва вузькоколійної залізничної лінії Прилуки — Крути — Красне.
З 1901 року розпочалося будівництво ширококолійної залізниці, яке завершилося у 1912 році.
З 1904 року станція Левки здобула сучасну назву. Багатий поміщик Коломієць (стар. Коломѣецъ
) зробив великий фінансовий внесок в будівництво станції і дав їй своє прізвище. На станції проводилася вантажна робота. Подавалися вагони для навантаження зерна, лісу, крохмалю, яблук, ягід, буряка і працював засолювальний цех.
Під час Другої світової війни станція і станційні споруди були повністю знищені німцями.
У 1963 році вантажну платформу закрили і станція набула статусу —роз'їзд.
У 1975 році зведено нову пасажирську будівлю вокзалу, який і понині прикрашають пишні кипариси.

## Пасажирське сполучення
На роз'їзді Коломійцеве зупиняються приміські поїзди сполученням Бахмач — Гребінка.